# Marc Lootens
Marc Lootens (Gent, 19 april 1950) is een Belgisch politicus voor Vooruit.

## Levensloop
Lootens is beroepshalve maatschappelijk assistent.
Hij zetelde in de Oost-Vlaamse provincieraad en was er een tijdlang fractievoorzitter.
In 1984 nam hij voor de eerste maal deel aan de provincieraadsverkiezingen in Oost-Vlaanderen en werd verkozen. In 2000 werd hij fractievoorzitter in deze raad en in 2006 voorzitter van de provincieraad. In België is dit de wetgevende vergadering op provinciaal niveau, de uitvoerende macht ligt bij de deputatie. Hij volgde Piet Van Eeckhaut op in deze functie en maakte deel uit van de sp.a-Vl.Pro.-fractie. In 2012 kwam hij niet meer op.
Zijn portret hing in de oude raadzaal en is mee verhuisd naar het nieuw provinciehuis in de Leopoldskazerne. 
In 2008 cumuleerde hij vier mandaten, waarvan drie bezoldigde.
Vandaag woont Marc Lootens in Wondelgem.